# Takács de Saár
Takács de Saár (em húngaro: saári Takács) é uma família nobre húngara. Os membros da família viveram principalmente nos condados de Vas e Sopron e tinham sua sede na aldeia de Saár, que desde 1912 é um distrito de Sárvár. A nobreza da família foi confirmada em 1646 pelo rei Fernando III.

## Escudo
No centro do escudo um triângulo vermelho. No centro do triângulo uma média lua. Acima do triângulo num campo azul duas estrelas brilhantes. No elmo um guerreiro húngaro com uma espada na mão.

## Membros conhecidos da família
Miklós Takács de Saár, silvicultor, político social-democrata 